# ایمی فارا فاولر
ایمی فارا (فرح) فاولر (به انگلیسی: Amy Farrah Fowler) شخصیتی خیالی در سریال تئوری بیگ بنگ است که توسط ماییم بیالیک اجرا می‌شود. ایمی در این سریال یک عصب‌پژوه و همسر شلدون است. او دارای دکترای علوم اعصاب با تمرکز تحقیقاتی بر اعتیاد در پستانداران و بی مهرگان است (بیالیک بازیگر این نقش نیز دارای دکترا در همین رشته‌است) و گهگاه از آزمایش‌هایی مانند معتاد کردن میمون کاپوچین به سیگار یا ستاره دریایی معتاد به کوکائین یاد می‌کند. ایمی در کنار شلدون برنده جایزه نوبل فیزیک است.
راج و هاوارد ایمی را در اینترنت پیدا می‌کنند. آن‌ها با اینکه انتظار ندارند شلدون زمانی بتواند با زنی رابطه برقرار کند برای خنده هم که شده اطلاعات شلدون را به یک سایت دوست‌یابی می‌دهند و آن سایت شلدون و ایمی را با هم مطابق تشخیص می‌دهد. شلدون و ایمی دیدار می‌کنند و متوجه می‌شوند آن دو نقاط مشترک بسیاری دارند، اما ایمی به روابط اجتماعی و رمانتیک بیشتر از شلدون تمایل دارد. شلدون او را دختری توصیف می‌کند که دوستش است، نه دوست دخترش. رابطه این دو در فصل ۵ و ۶ به کندی پیشرفت می‌کند. همچنین او پنی و برنادت را بهترین دوستان خود می‌داند.